# 伊藤清敏
伊藤 清敏（いとう きよとし、1911年10月5日 - 2008年8月10日）は、日本の経営者。住友海上火災保険社長を務めた。

## 来歴・人物
兵庫県出身。1933年に長崎高等商業学校を卒業し、同年に住友海上火災保険(現在の三井住友海上火災保険)に入社。1965年6月に取締役に就任し、1967年6月に常務、1970年6月に専務を経て、1972年6月に副社長に就任し、1974年1月には社長に昇格。1979年7月に会長に就任し、1982年7月には相談役に就任。
1976年10月に藍綬褒章を受章し、1982年4月に勲三等瑞宝章を受章。
2008年8月10日に胆管癌のために死去。96歳没。